# Ashida Hitoshi

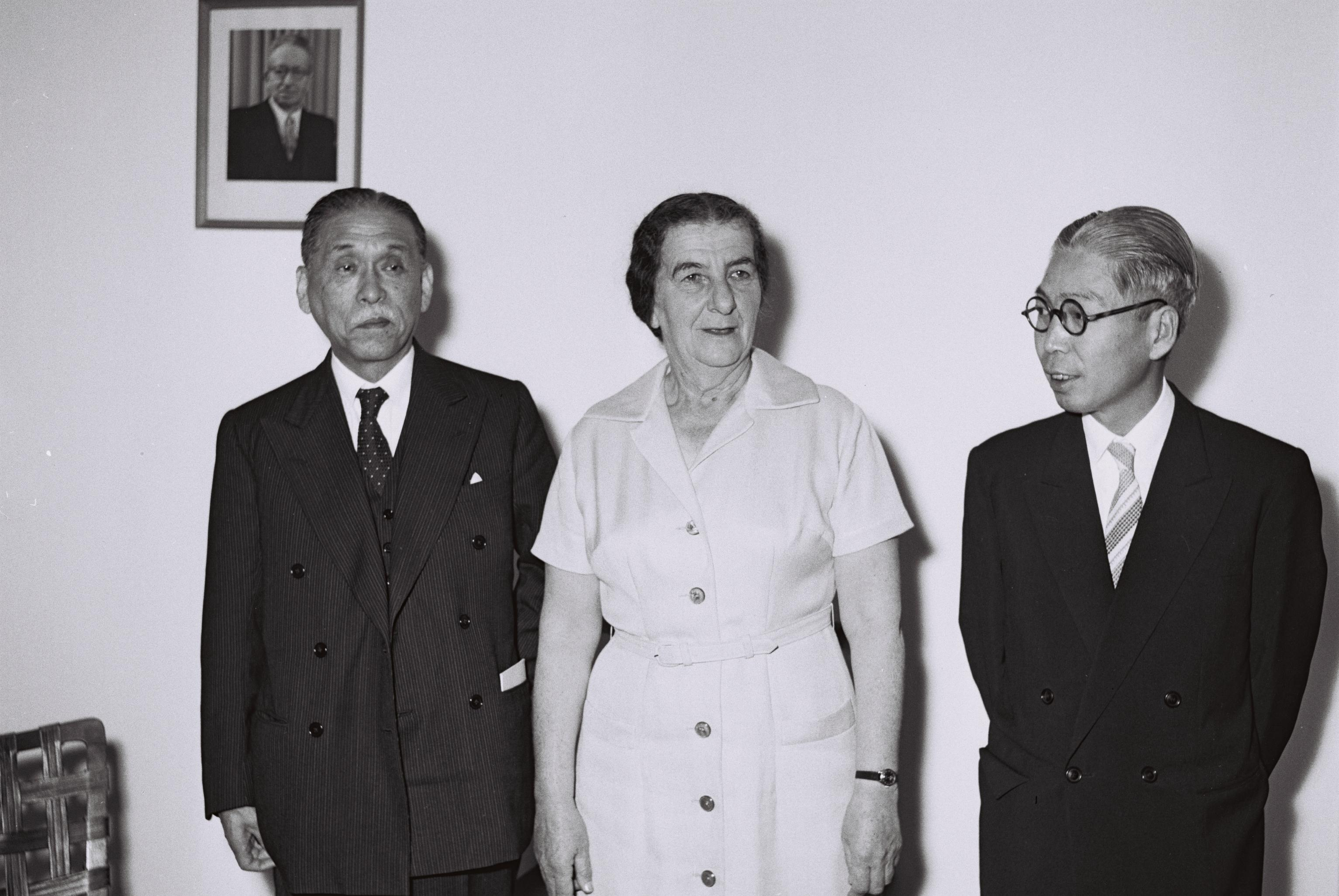
Hitoshi Ashida (trái) trong chuyến thăm Israel năm 1958, với Golda Meir và Đại sứ Nhật Bản tại Israel, Kuniyoshi Negishi

Ashida Hitoshi (芦田 均 15 tháng 11 năm 1887 – 20 tháng 6 năm 1959) là chính trị gia người Nhật giữ chức Thủ tướng Nhật Bản từ 10 tháng 3 đến 15 tháng 10 năm 1948. Ông là một nhân vật nổi bật trong bối cảnh chính trị thời hậu chiến, nhưng bị buộc phải từ chức vì trách nhiệm lãnh đạo của mình sau khi một vụ bê bối tham nhũng (Shōwa Denkō Jiken) nhắm vào hai bộ trưởng nội các của ông.